# Lista över countyn i Kalifornien

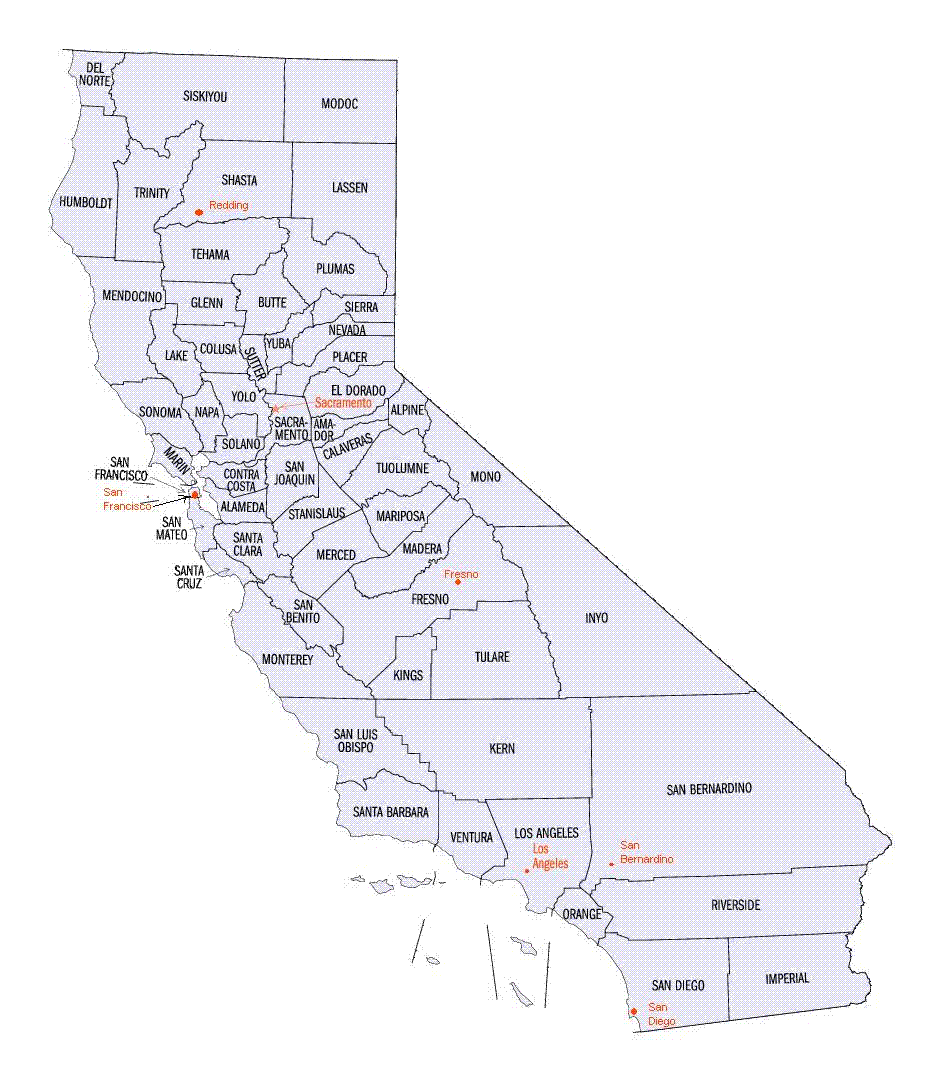
Kaliforniens countyn

I den amerikanska delstaten Kalifornien finns 58 countyn.
Kaliforniens delstatskonstitution föreskiver särskilda roller för ett county och det finns två varanter: general law county och charter county. Skillnaden är att ett charter county har antagit stadgar (engelska: charter), som godkänts av delstaten, och som ger en större grad av självstyre, men ingen utökad beskattningsrätt. Stadgarna kan dock återkallas av delstaten.
I samtliga kaliforniska countyn finns tre folkvalda befattningshavare: assessor, distriktsåklagare samt sheriff.
| Namn                   | Centralort (County Seat) | Grundat            | Typ av county      | Karta | Ref   |
| ---------------------- | ------------------------ | ------------------ | ------------------ | ----- | ----- |
| Alameda County         | Oakland                  | 1853               | charter county     |       | [ 2 ] |
| Alpine County          | Markleeville             | 1864               | general law county |       | [ 2 ] |
| Amador County          | Jackson                  | 1854               | general law county |       | [ 2 ] |
| Butte County           | Oroville                 | 1850               | charter county     |       | [ 2 ] |
| Calaveras County       | San Andreas              | 1850               | general law county |       | [ 2 ] |
| Colusa County          | Colusa                   | 1850               | general law county |       | [ 2 ] |
| Contra Costa County    | Martinez                 | 1850               | general law county |       | [ 2 ] |
| Del Norte County       | Crescent City            | 1857               | general law county |       | [ 2 ] |
| El Dorado County       | Placerville              | 1850               | charter county     |       | [ 2 ] |
| Fresno County          | Fresno                   | 1856               | charter county     |       | [ 2 ] |
| Glenn County           | Willows                  | 1891               | general law county |       | [ 2 ] |
| Humboldt County        | Eureka                   | 1853               | general law county |       | [ 2 ] |
| Imperial County        | El Centro                | 1907               | general law county |       | [ 2 ] |
| Inyo County            | Independence             | 1866               | general law county |       | [ 2 ] |
| Kern County            | Bakersfield              | 1866               | general law county |       | [ 2 ] |
| Kings County           | Hanford                  | 1893               | general law county |       | [ 2 ] |
| Lake County            | Lakeport                 | 1861               | general law county |       | [ 2 ] |
| Lassen County          | Susanville               | 1864               | general law county |       | [ 2 ] |
| Los Angeles County     | Los Angeles              | 1850               | charter county     |       | [ 2 ] |
| Madera County          | Madera                   | 1893               | general law county |       | [ 2 ] |
| Marin County           | San Rafael               | 1850               | general law county |       | [ 2 ] |
| Mariposa County        | Mariposa                 | 1850               | general law county |       | [ 2 ] |
| Mendocino County       | Ukiah                    | general law county | 1850               |       | [ 2 ] |
| Merced County          | Merced                   | general law county | 1855               |       | [ 2 ] |
| Modoc County           | Alturas                  | 1874               | general law county |       | [ 2 ] |
| Mono County            | Bridgeport               | 1861               | general law county |       | [ 2 ] |
| Monterey County        | Salinas                  | 1850               | general law county |       | [ 2 ] |
| Napa County            | Napa                     | 1850               | general law county |       | [ 2 ] |
| Nevada County          | Nevada City              | 1851               | general law county |       | [ 2 ] |
| Orange County          | Santa Ana                | 1889               | charter county     |       | [ 2 ] |
| Placer County          | Auburn                   | 1851               | charter county     |       | [ 2 ] |
| Plumas County          | Quincy                   | 1854               | general law county |       | [ 2 ] |
| Riverside County       | Riverside                | 1893               | general law county |       | [ 2 ] |
| Sacramento County      | Sacramento               | 1850               | charter county     |       | [ 2 ] |
| San Benito County      | Hollister                | 1874               | general law county |       | [ 2 ] |
| San Bernardino County  | San Bernardino           | 1853               | charter county     |       | [ 2 ] |
| San Diego County       | San Diego                | 1850               | charter county     |       | [ 2 ] |
| San Francisco          | San Francisco            | 1850               | charter county     |       | [ 2 ] |
| San Joaquin County     | Stockton                 | 1850               | general law county |       | [ 2 ] |
| San Luis Obispo County | San Luis Obispo          | 1850               | general law county |       | [ 2 ] |
| San Mateo County       | Redwood City             | 1856               | charter county     |       | [ 2 ] |
| Santa Barbara County   | Santa Barbara            | 1850               | general law county |       | [ 2 ] |
| Santa Clara County     | San José                 | 1850               | charter county     |       | [ 2 ] |
| Santa Cruz County      | Santa Cruz               | 1850               | general law county |       | [ 2 ] |
| Shasta County          | Redding                  | 1850               | general law county |       | [ 2 ] |
| Sierra County          | Downieville              | 1852               | general law county |       | [ 2 ] |
| Siskiyou County        | Yreka                    | 1852               | general law county |       | [ 2 ] |
| Solano County          | Fairfield                | 1850               | general law county |       | [ 2 ] |
| Sonoma County          | Santa Rosa               | 1850               | general law county |       | [ 2 ] |
| Stanislaus County      | Modesto                  | 1854               | general law county |       | [ 2 ] |
| Sutter County          | Yuba City                | 1850               | general law county |       | [ 2 ] |
| Tehama County          | Red Bluff                | 1856               | charter county     |       | [ 2 ] |
| Trinity County         | Weaverville              | 1850               | general law county |       | [ 2 ] |
| Tulare County          | Visalia                  | 1852               | general law county |       | [ 2 ] |
| Tuolumne County        | Sonora                   | 1850               | general law county |       | [ 2 ] |
| Ventura County         | Ventura                  | 1872               | general law county |       | [ 2 ] |
| Yolo County            | Woodland                 | 1850               | general law county |       | [ 2 ] |
| Yuba County            | Marysville               | 1850               | general law county |       | [ 2 ] |